# Franz Josef Burghardt
Franz Josef Burghardt (* 23. August 1952 in Waldbröl) ist ein deutscher Wissenschaftstheoretiker und Sozialhistoriker.

## Leben
Bis 1966 besuchte Burghardt das Hollenberg-Gymnasium in Waldbröl, dann das Staatliche Apostelgymnasium in Köln-Lindenthal (Abitur 1971).
Nach dem Erststudium an der Universität zu Köln mit Abschlüssen in Mathematik (Diplom 1976) und Physik (Promotion 1979 bei dem Heisenberg-Schüler Peter Mittelstaedt) arbeitete Burghardt auf dem Gebiet der physikalischen Grundlagenforschung, insbesondere über eine formale Sprache mit Modalitäten in der Quantenphysik. Dabei ordnete er wie Carnap die modalen Begriffe „möglich“ und „notwendig“ einer Metasprache zu.
Zu Beginn der 1980er Jahre entwickelte er für den Sinclair ZX81 eine Software, die den Einsatz eines Computers zur Simulation statistischer Prozesse im Mathematikunterricht erlaubte.
Burghardt, der schon seit den frühen 1970er Jahren die Entwicklung bürgerlicher Beamtenfamilien im Rheinland während des 17. und 18. Jahrhunderts untersuchte, beendete 1992 ein Zweitstudium der Geschichte, Sozial- und Wirtschaftsgeschichte und Philosophie durch eine weitere Promotion bei dem Preußen-Historiker Johannes Kunisch mit einer Studie zur sozialen Mobilität im Zeitalter des Absolutismus.
Nach seinem Eintritt in die CDU Köln 1991 übernahm Burghardt mehrere Parteiämter. Im Kölner Stadtteil Brück wurde er 1993 Ortsverbandsvorsitzender, seine Stellvertreterin war die spätere Bundestagsabgeordnete Gisela Manderla. 2004 schied Burghardt aus der Politik aus.
Nach einem Jurastudium mit Schwerpunkt Deutsche Rechtsgeschichte bei Dieter Strauch und statistischen Untersuchungen zur räumlichen Mobilität im Rahmen der Migration nach Deutschland seit 1980 begann Burghardt 2002 mit Arbeiten zur Regierungszeit des brandenburgischen Kurfürsten Johann Sigismund. Dabei stand neben staatsphilosophischen und religionspolitischen Aspekten der „Zweiten Reformation“ sowie dem Einfluss Frankreichs auf den Jülich-Klevischen Erbfolgekrieg vor allem die soziale Mobilität bürgerlicher und adliger Gruppen am Vorabend des Dreißigjährigen Krieges im Vordergrund.
Seit 2012 untersucht Burghardt gemeinsam mit seiner Ehefrau international die Sozialstruktur des deutschen Geheimdienstes zum Schutz der „Vergeltungswaffen“ V1 und V2.
2007 wurde Burghardt Berater bei dem Genealogie-Unternehmen Ancestry, beendete diese Mitarbeit aber um 2015, nachdem Ancestry mit dem Aufbau einer Gendatenbank begonnen hatte.
Burghardt ist freiberuflich tätiger Historiker, und lebt seit 1983 in Köln-Brück. Er ist seit 1981 verheiratet mit Daniela Topp-Burghardt. Diese war 2003–2019 Vorsitzende des Ring Europäischer Frauen e. V., erhielt 2013 den Preis Frauen Europas, ist seit 2015 Erste stellvertretende Bürgermeisterin im Stadtbezirk Köln-Kalk und wurde 2018 mit der Verdienstmedaille des Verdienstordens der Bundesrepublik Deutschland ausgezeichnet. Das Ehepaar hat drei erwachsene Kinder.

## Schriften (Auswahl)
Ein vollständiges Verzeichnis der Schriften befindet sich auf der persönlichen Homepage.
Monografien
- Modale Quantenmetalogik mit dialogischer Begründung. Köln 1979.
- Die Geheimen Räte der Herzogtümer Jülich und Berg 1692–1742. Ein Beitrag zur niederrheinischen Gesellschaftsstruktur im Zeitalter des Absolutismus. (Diss. phil. Köln 1992) Meschede 1992, ISBN 3-926089-04-0.
- Familienforschung. 5. Aufl., Meschede 2003, ISBN 3-926089-03-2 (Überarbeitete Sonderausgabe: Handbuch zur Familienforschung. Köln 2010).
- Zwischen Fundamentalismus und Toleranz. Calvinistische Einflüsse auf Kurfürst Johann Sigismund von Brandenburg vor seiner Konversion. Johannes Kunisch zum 75. Geburtstag. Berlin 2012, ISBN 978-3-428-13797-8.
- Spione der Vergeltung. Die deutsche Abwehr in Nordfrankreich und die geheimdienstliche Sicherung der Abschussgebiete für V-Waffen im Zweiten Weltkrieg. Eine sozialbiografische Studie. Schönau 2018, ISBN 978-3-947009-02-2.
- (mit Daniela Topp-Burghardt) Amours sous les Armes Secrètes d'Hitler. Les agents du contre-espionnage allemand pour la sécurité des armes-V et leurs amies françaises dans le Nord de la France 1943/44. Paris 2021, ISBN 978-2-322-37966-8.
- Zeitenwende – Aufstieg und Fall des Niclas von Langenberg, Rat des Kurfürsten von Brandenburg und der Königin von Frankreich – Ein Roman. Norderstedt 2022, ISBN 978-3-7568-5110-2.
- (mit Daniela Topp-Burghardt) Geheimdienst der V1. Die Agenten der deutschen Gegenspionage zur Sicherung der V1-Abschußstellungen in Nordfrankreich und Deutschland 1943–1945. Norderstedt 2023, ISBN 978-3-7568-0277-7.
- (Hg.) Beamtenfamilien zwischen Agger und Sieg im 17. und 18. Jahrhundert: Beiträge zur sozialen Mobilität ländlicher Führungsschichten des südlichen Herzogtums Berg in der Frühen Neuzeit. 2. Vers., Norderstedt 2025, ISBN 978-3752674682.
- Franz Schmitz C. M. (1878-1953): Ein Fallbeispiel zum Einfluss der deutschen Vinzentiner auf die Sozialreformen in Costa Rica in der ersten Hälfte des 20. Jahrhunderts. 2. Version, Norderstedt 2025. ISBN 978-3769320459.

Aufsätze
- Modal Quantum Logic and Its Dialogic Foundation. In: International Journal of Theoretical Physics 19 (1980), S. 843–866.
- Das Kausalgesetz in der Physik. In: Physik und Didaktik 11 (1983), Heft 4, S. 285–297.
- Modalities and Quantum Mechanics. In: International Journal of Theoretical Physics 23 (1984), S. 1171–1196.
- Die Affäre Pfeilsticker 1714/19. In: Zeitschrift des Bergischen Geschichtsvereins 94 (1991), S. 69–96.
- Brandenburg und die niederrheinischen Stände 1615–1620. Johannes Kunisch zum 70. Geburtstag. In: Forschungen zur Brandenburgischen und Preußischen Geschichte NF 17 (2007), S. 1–95.
- Die Anfänge der Familie Terlaen in Köln und das Terlaen-Porträt Barthel Bruyns d. Ä. (1550/55). In: Jahrbuch des kölnischen Geschichtsvereins 80 (2009/10), Köln 2010, S. 21–41.
- „Daß es die Welt offenbar anderst haben will“. Die Bittschrift des Rates Nikolaus von Langenberg an Kurprinz Georg Wilhelm von Brandenburg 1619. In: Düsseldorfer Jahrbuch 81 (2011), S. 23–66.
- Tradition – Toleranz – Stoa. Zur politischen Philosophie im nördlichen Rheinland am Vorabend des Dreißigjährigen Krieges. In: Rheinische Vierteljahrsblätter 75 (2011), S. 171–202.
- Ratsherren als Volksvertreter. Zur Bedeutung der Städte bei der Besitzergreifung der niederrheinischen Herzogtümer durch Brandenburg-Preußen und Pfalz-Neuburg 1609–1610. In: Zeitschrift des Bergischen Geschichtsvereins 103 (2010/2011), Neustadt a. d. Aisch 2012, S. 22–52.
- Brandenburg 1608–1688. Hofcalvinismus und Territorienkomplex. In: Herman J. Selderhuis, J. Marius J. Lang van Ravenswaay (Hrsg.): Reformed Majorities in Early Modern Europe. Göttingen 2015, ISBN 978-3-525-55083-0, S. 111–138.
- Zwischen Recht und Rechts. Der Duisburger Rechtsanwalt und Geheimdienstoffizier Karl Hegener (1894–1954). In: Duisburger Forschungen 60 (2015), ISBN 978-3-8375-1345-5, S. 117–174.